# هذه ليلتي (فلم 2019)
هذه ليلتي فيلم مصري قصير (15 دقيقة) إخراج وتأليف يوسف نعمان، واشترك في التأليف أحمد عبد الوارث. بطولة ناهد السباعي وشريف دسوقي والطفل عمرو حساب. إنتاج يوسف نعمان وسالي والي، وهو ثاني الأعمال الإخراجية لمخرجه. يناقش الفيلم قضية الأطفال الذين يعانون من نوع من التخلف.  
تم عرضه العالمي الأول، يوم الاثنين  23 سبتمبر 2019 في قاعة سى سينما 3 ضمن فعاليات الدورة الثالثة من مهرجان الجونة السينمائي  حيث نافس في مسابقة الأفلام القصيرة. كان الفيلم قد حصل على جائزة الدعم المالى من مؤسسة كليك فاندنج لدعم مشاريع الأفلام القصيرة، بجانب منحة الدعم من الاتحاد الأوروبي - اليونيسيف. حصل فيلم «هذه ليلتي» على الجائزة الذهبية حيث تنافس في المسابقة الرسمية لـمهرجان جنيف الدولي للأفلام الشرقية بسويسرا في نسخته الرقمية، والتي أقيمت تحت شعار “المقاومة… المؤنث” ليضم المهرجان مختارات من إنتاج الأفلام الشرقية، لتسليط الضوء على إبداع المرأة ورفض الشعوب للعنف بجميع أشكاله والأمل في غد أفضل، وصرحت لجنة التحكيم أنه تم منح هذه الجائزة لكفاءة الفيلم والجرأة السردية، ولا سيما استكشاف المشهد الحضري لمدينة كبيرة في مصر وتناقضاتها. وجودة الاختيار للموسيقى وقوة الفيلم التي تشبه الحلم. وقد حظى الفيلم بعدة عروض أخرى شملت مهرجان كليرمون فيران International Short Film Festival - Clermont-Ferrand، ومهرجان الأقصر للسينما الأفريقية. فاز الفيلم بجائزة أفضل فيلم سينمائي في مهرجان الأردن السينمائي الدولي، وكتبت وكالة الأنباء الأردنية: «فاز فيلم المخرج المصري يوسف نعمان القصير «هذه ليلتي» بجائزة أفضل فيلم وأفضل إخراج وأفضل ممثلة في الدورة 21 من مهرجان الأردن السينمائي الدولي الذي اختتم الخميس في عمان.. شهدت نسخة هذا العام من المهرجان أفلامًا من النرويج والدنمارك وبولندا وألمانيا والمملكة المتحدة وإسبانيا وفرنسا والأرجنتين وماليزيا والهند وتركيا والمغرب ومصر والعراق والكويت ولبنان، بالإضافة إلى 4 أفلام من الأردن». شارك الفيلم في مهرجان مالامو للأفلام العربية بالسويد Malmo Arab Film Festival.

## أحداث الفيلم
تدور أحداث الفيلم حول سيدة فقيرة تصطحب طفلها المُصاب بعيب خلقي اسمه متلازمة داون، لشراء الآيس كريم والاستمتاع باليوم. الطفل ذوي ملامح مميزة في الوجه، ويبدو عليه التخلف العقلي بدرجة معينة. تتجه الأم وطفلها لأحد مناطق القاهرة الراقية، وتواجه معاناة لم تكن متوقعة، وبالرغم من ان الأم تواجه العديد من التحديات إلا أنها تصر على اقتناص لحظات السعادة لطفلها.

## خلفية الفيلم
قال المخرج يوسف نعمان: «منذ عام 2017 أسعى لتقديم الفيلم بعد قراءة العديد من السيناريوهات، والاستقرار على فكرة (هذه ليلتي) التي كتبها المؤلف أحمد إيهاب عبد الوارث، خضنا مرحلة طويلة بإعداده إلى أن انتهيت منه في يونيو الماضي»، وعن اختيار أبطال الفيلم، يقول: «كانت هي الخطوة الأسرع بالعمل، لأني منذ البداية أرى ناهد السباعي وشريف الدسوقي، وحتى الطفل عمرو حسام الدين، هم الأنسب له وكنت سعيدا جدا خلال التصوير وأنا أتابع أدائهم وتعايشهم»، وتابع: «الفيلم تدور أحداثه في يوم واحد، وإن كان التصوير تم على مدار اليومين في شوارع مصر الجديدة وأحد الأسواق، ونرصد ما تمر به شخصيات العمل في الحي الراقي». علق يوسف نعمان في حوار صحفي على اختيار الفيلم بمهرجان الجونة قائلًا: «التواجد في حد ذاته أسعدني، وخاصة مع دقة اختيار الأفلام المشاركة بالمسابقة، وهو ما يزيد من أهمية ترشيح الفيلم بها».
قالت ناهد السباعي في حوار: «إن الأفلام القصيرة ليست عيباً، يجب الابتعاد عنه، وهي أشبه بالسباعيات التي كانت تُقدم في الدراما التليفزيونية قبل أعوام، ومنها أفلام يمكن تحويلها إلى أفلام روائية طويلة»، وأعربت ناهد عن سعادتها بردود الفعل على الفيلم بعد عرضه في مهرجان الجونة السينمائي، مؤكدة أنها تعبت كثيراً في هذه التجربة نظراً لأن النسبة الأكبر من المشاهد صُورت في الشارع.

## وصلات خارجية
https://www.imdb.com/title/tt13960300/?ref_=fn_al_tt_1 هذه ليلتي (فلم 2019)
http://redstarfilms.net/film/this-is-my-night/ هذه ليلتي (فلم 2019)
http://elgounafilmfestival.com/films/263 هذه ليلتي (فلم 2019)
https://www.maffswe.com/this-is-my-night/ هذه ليلتي (فلم 2019)